# Ẩm thực Iceland

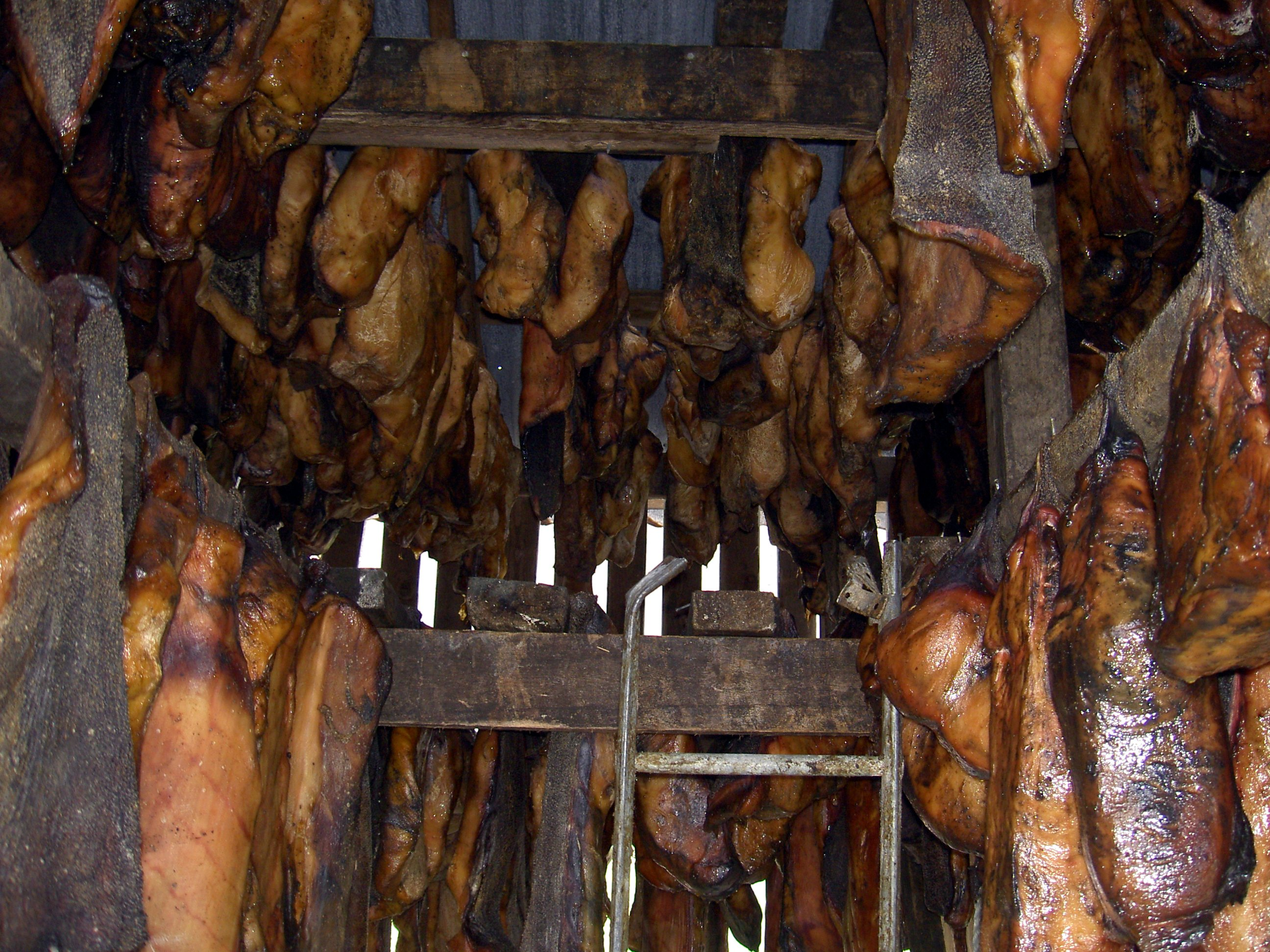
Món Hakarl (Cá mập Greenland hun khói) trong một nhà kho.

Ẩm thực Iceland có một lịch sử lâu dài. Thành phần quan trọng của ẩm thực Iceland là thịt cừu, sữa, cá, do gần Iceland của đại dương. Các loại thực phẩm phổ biến ở Iceland bao gồm skyr, hangikjöt (thịt cừu xông khói), kleinur, laufabrauð và bollur.
Þorramatur là món ăn dân tộc của Iceland, thường được ăn vào tháng 1 và tháng 2 để tưởng nhớ tổ tiên. Món ăn này gồm rất nhiều những thành phần khác nhau. Một số món ăn khác rất phổ biến ở Iceland là Hákarl (thịt cá mập để lâu), graflax (cá hồi ướp muối với cây thì là), hangikjöt (thịt cừu hun khói), slátur (xúc xích làm từ ruột cừu), skyr (một thức uống làm từ sữa thường kèm theo quả việt quất vào mùa hè như một món tráng miệng).